# Каспар Симеонов
Каспар Симеонов е бивш български волейболист и национален състезател. Участник в отбора спечелил сребърен медал на Олимпиадата в Москва. Има двама сина – Венцислав се състезава за Италия и има мачове за италианския национален отбор и Петър.

## Клубна кариера
От 1974 г. до 1984 г. е състезател на Локомотив (Пловдив). От 1985 г. до 1988 г. играе в Италия, където се състезава за клубовете Киети и Авелино. След прекратяването си на състезателната кариера продължава да работи като треньор в Италия.